# Госпожа зверей

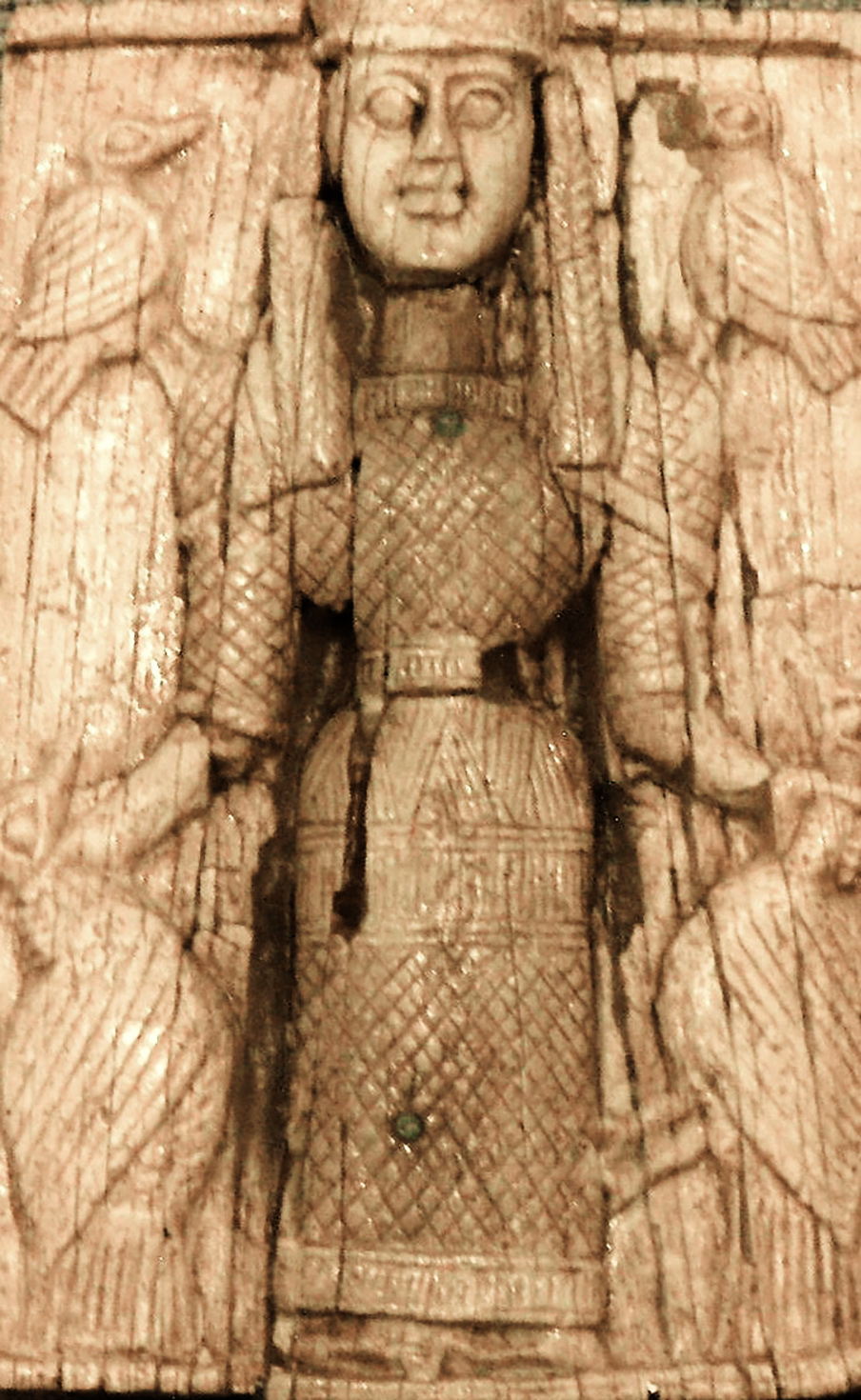
Артемида Орфия в позе Госпожи зверей, архаическое вотивное приношение из слоновой кости (Национальный археологический музей (Афины))

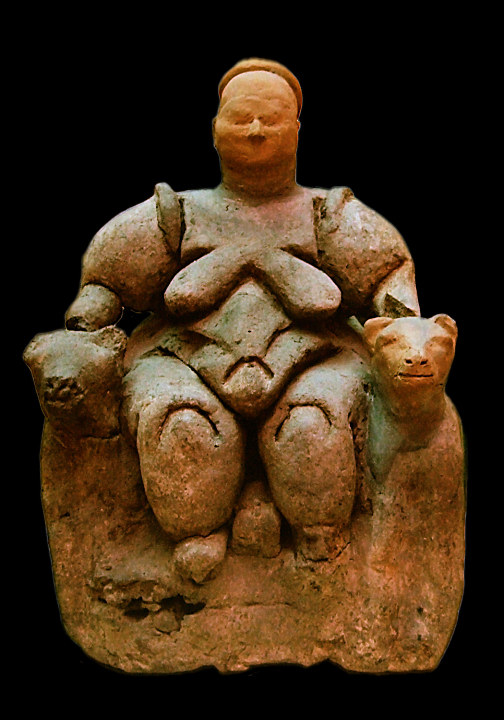
Сидящая богиня из Чатал-Хююка в окружении двух кошек

Госпожа́ звере́й (др.-греч. Ἡ Πότνια Θηρῶν) — эпитет, впервые упомянутый Гомером (Илиада 21. 470) и часто используемый для описания женских божеств, связанных с животными. Микенское слово po-ti-ni-ja, означающее госпожу или владычицу, унаследовано классическим древнегреческим. Родственно др.-инд. patnī с тем же значением.
Предполагается, что упоминание Гомера о πότνια θηρῶν относится к Артемиде, а Вальтер Буркерт описывает это упоминание как «хорошо установленную формулу» . Известно, что божество типа Артемиды, «Госпожа зверей», существовало в доисторической религии, а некоторые учёные предполагали преемственность между Артемидой и богинями, изображавшимися в минойском искусстве, и «Potnia Theron стал общим термином для любой женщины, связанной с животными».
Многие изображения представляют собой женскую версию широко распространённого древнего мотива «Владыки зверей», изображающего в центре мужскую фигуру, держащую двух животных, по одному с каждой стороны. Самое древнее изображение было обнаружено в Чатал-Хююке. Другой пример находится в Археологическом музее Монти Ринальдо в Италии: барельеф с изображением богини в длинном платье, держащей руками двух пантер.